# Худяков, Константин Васильевич
Константи́н Васи́льевич Худяко́в (род. 2 января 1945, Царевщина, Саратовская область) — российский художник, работающий в жанре цифровой художественной техники, президент Творческого союза художников России, председатель правления галереи «М’Арс», действительный член Российской академии художеств, Заслуженный художник Российской Федерации.

## Биография
Константин Васильевич Худяков родился 2 января 1945 года в селе Царевщина Саратовской области в семье учителей.
В 1965 году поступил в Московский архитектурный институт (МАрхИ) на кафедру промышленной архитектуры. Уже во время обучения в институте с 1965 по 1971 год серьёзно увлекался конструктивизмом 1920-х годов. Занимаясь живописью, экспериментировал с формой, пластикой, фактурой материалов. Три года, с 1965 по 1968 год, жил в здании общежития «Дом-коммуна», архитектора-конструктивиста Ивана Николаева, — архитектурном воплощении новой социальной модели человеческого общежития. Уже в дипломном проекте в МАрхИ проявились футуристические идеи: тема проекта — «Город будущего в Сибири». Проект выполнен под влиянием английской группы «Archigram», американского архитектора-фантаста Паоло Солери и начатого строительства Всемирного торгового центра в Нью-Йорке архитектора Ямасаки. Впервые в МАрхИ студенту разрешили вместо традиционных планшетов с чертежами показать на защите фильм-проект, снятый камерой собственной конструкции. Киномоделирование макета, тем более столь крупного объекта, как город на 200 000 жителей, и по сей день не является обязательным при защите диплома на звание архитектора ни в европейской, ни в американской практиках. Камера перемещалась внутри большого бумажного макета по точкам съёмки, масштабным для человеческого роста. После монтажа фильма это создало впечатление реальной городской среды, интерьеров.
Сразу после защиты дипломного проекта с отличием в 1971 году Константин Худяков был распределён госкомиссией главным художником в Центральный музей В. И. Ленина. В течение 10 лет, с 1972 по 1981 Худяков занимался реализацией своего проекта реконструкции залов основной экспозиции Центрального Музея В. И. Ленина. Он занимался дизайном музейного оборудования, проектированием и осуществлением политических экспозиций в СССР, странах социалистического лагеря, Швейцарии, Финляндии, Йемене, Франции. Впоследствии Худяков занимался также и архитектурно-дизайнерской концепцией реконструкции здания Центрального Музея.
За дизайн филиалов Центрального музея В. И. Ленина в г. Фрунзе в 1984 году Худякову присвоено звание Заслуженного художника Киргизской ССР. Но стремление к развитию и применению инновационных технологий в искусстве, а также авангардные вкусовые предпочтения побуждали Худякова совмещать работу художника партийной системы с полулегальными полудиссидентскими выставками живописи. В основном это происходило в подвалах Горкома графиков на Малой Грузинской. Такие своего рода «квартирные» выставки посетило около 1 млн человек. Аэрограф и фотосъёмка были основными орудиями Худякова в то время.
В конце 1980-х — начале 1990-х годов, уже работая полностью самостоятельно, художник вводит в свой арсенал видеокамеру, затем видеопроектор. Продолжает работать и аэрографом, осваивает компьютерно-цифровые технологии и программы. Худяков формирует банк цифровых изображений, состоящий из нескольких десятков тысяч снимков. Проекты «Предстояние», «Hotel Russia», «Русский пейзаж», «Московская панорама», «Жизнь насекомых», «Карта мира» — все они выполнены путём синтеза искусств. Худяков соединяет микрокосм с макрокосмом: пристально вглядывается в мельчайшие детали мира (серия «Жизнь насекомых»), и одновременно создает свою версию «Тайной вечери», представленной на Венецианской биеннале современного искусства в 2011 году. Его работы — попытка создания образа сверхчеловека, а также версии нового религиозного искусства Deisis/ Предстояние.
Его стереокартины, интерактивные панели и цифровые крупномасштабные холсты созданы с помощью передовых технологий и инновационных методов их синтеза и в то же время решают актуальные творческие задачи.
В настоящее время Константин Худяков является председателем правления Объединения «М’АРС». http://www.marsgallery.ru
Живёт и работает в Москве.
действительный член Российской академии художеств, президент Творческого союза художников России, председатель правления галереи «М’Арс», 1984г — Звание «Заслуженный художник Киргизской ССР», участник более 100 персональных и групповых выставок в России и за рубежом. В 2005 проект Деисис. Предстояние был удостоен немецкой премии Lead Awards
В 2020 году награждён Почётным знаком Губернатора Саратовской области.

### Политическая позиция
В 2014 году подписал Коллективное обращение деятелей культуры Российской Федерации в поддержку политики президента РФ В. В. Путина на Украине и в Крыму.

## Основные выставки
1974 г. — дизайн экспозиции советского павильона на фестивале газеты «Унита» в Болонье (Италия).
1975—1980 гг. — дизайн более 100 выставок Музея В. И. Ленина в СССР и за рубежом (Швейцария,
Финляндия, ГДР, ЧССР, Венгрия, Польша, Вьетнам, Куба, Болгария, Йемен, Монголия, Франция).
С 1977 по 1987 гг. — ежегодное участие в выставках живописи группы «20-ти московских художников»
в подвалах Городского комитета художников — графиков на Малой Грузинской,28
(выставки посетило около одного миллиона человек).
В 1988 году — организация галереи «М’АРС», член правления галереи.
1987 г. — выставка группы художников «Объект» в Москве на Малой Грузинской. Куратор В.Немухин
1988 г. — групповая выставка в городе Иераклион , Греция (галерея «М’АРС»).
1989 г. — групповая выставка по городам Франции (галерея «М’АРС»).
1989 г. — групповая выставка художников «М’АРСа» в выставочном центре Браманте, на Пьяца дель Попполо в Риме, Италия.
1991 г. — участие в выставке «Новое русское искусство»
(коллекция А.Глейзера) в ЦДХ.
1992 г. — участие в выставке «Сон- порождение художественного сознания»
в Третьяковской галерее в Москве.
1992 г. — участие в выставке «Русское искусство XX века» в Nassau County Museum in New York
(филиал «Frick Collection»).
1992—1993 гг. — две выставки «Три русских художника» в городе Мурсия, в городе Мадриде (Испания).
1992 г. — «Токио-Арт-Экспо». АРТ-МИФ-1 и АРТ-МИФ-2.
1994 г. — выставка «Русская коллекция в Японии» в г. Осака и в г. Фукуока.
1996 г. — выставка в г. Бейруте (Ливан).
1996 г. — выставка «Галереи в Галерее» в Государственной Третьяковской галерее.
1996 г. — осуществление проекта «Русская коллекция . Конец XX века» — вторая выставка.
1996—1997 гг. — Осуществление проекта «Мир чувственных вещей в картинках. Конец XX века». ГМИИ им. А. С. Пушкина
1997 г. — выставка «Русская коллекция» во Дворце Наций в Женеве (Швейцария).
1997 г. — выставка проекта «Мир чувственных вещей в картинках» в ГМИИ им. А. С. Пушкина.
2003 г. — ART DIGITAL-2003 (международная выставка), М’АРС, Москва
2004 г. — выставка «Предстояние» в Государственной Третьяковской галерее на Крымском валу
2005г — ART DIGITAL-2004 («Я кликаю, следовательно, существую»)(международная выставка), М’АРС, Москва,
Первая Московская Биенале Современного Искусства
2005г — ART DIGITAL-2005 («Оцифрованная любовь»)
(международная выставка), М’АРС, Москва
2005 г. -Серебряный приз в номинации «Портрет года»- Европейская премия LEAD AWARDS 2005 , Гамбург
2005 г.-«ХУДОЖНИК и ОРУЖИЕ». ГЦСИ и М’АРС
2005 г.-«GOOTT SEHEN» (Kunstmuseum des Kanton Thugau. Dorothee Messmer.)
2006 г. — Проект «Hotel Russia», который включает несколько других проектов («Омут», «Новый русский шрифт», «Прощание славянки» и др.)- Центр Современного Искусства «М’АРС»
2006 г. — ART-DIGITAL-2006 («Пограничное состояние»).
2006 г. — Выставка «Окно. Русское искусство». SOTHEBY’S, New-York.
2006 г. — «Время перемен» -выставка в Русском Музее в Петербурге.
2006 г. — Выставка «Мастер и Маргарита» во Флоренции.
2007 г. — «ВЕРЮ!»-ЦСИ «Винзавод».
2007 г.- Выставка «Новые приобретения» в Москве.
2007 г.- Выставка «Новый Ангеларий» в Московском Музее Современного Искусства.
2007 г.- Выставка в галерее [https://web.archive.org/web/20110903093521/http://www.mimiferzt.com/#/artwork/ (недоступная+ссылка) MIMI FERZT] в Нью-Йорке.
2008 г.- «Москва-Нью-Йорк», в Государственном Центре Современного Искусства в Москве.
2008 г.- «Москва-Нью-Йорк» в Нью-Йорке, Челси.
2008 г.- Выставка в галерее «ALBERT BENAMOU» в рамках The Moscow World Fine Art Fair.
2009 г — Презентация Мультитач-Арт «Утро Стрелецкой казни» и «Глаз Ангела- не ждали». Пермский музей Современного искусства. МоскваАполис.
2009 г — Презентация Мультитач-Арт «Зеркальные Сны» и «Женщина&Муха» в рамках 3-й Московской Биенале современного Искусства.
2009 г. — «Одна Шестая Плюс»-ЦСИ М*АРС, ГЦСИ, Галерея Зураба Церетели, ЦСИ «ВИНЗАВОД». (Каталог). В рамках 3-й Московской Международной Биенале Современного искусства
2009 г. — «Хаос-Космос»-Центр Изобразительных Искусств в Братиславе (Словакия). (Каталог).
2009 г. — «АRT-DIGITAL-09»- ЦСИ М*АРС.(В рамках 3-й Московской Международной Биенале Современного искусства
2009 г. — «Ночь в Музее»- Пермский Государственный Музей Современного Искусства. (Каталог).
2009 г. — «DEISIS-предстояние» — Димитровградский Культурный Центр (Ульяновская обл.),Ленинский Мемориальный Комплекс (Ульяновск),Историко-Архитектурный Заповедник в Усолье (Пермский край).
2009 г. — «Путешествие с мольбертом»- Государственный Русский Музей, Музей -Заповедник"ЦАРИЦЫНО". (Каталог)
2009 г. — Галерея «АЙДАН» на FIAC-2009. Париж. Стерео-лайт-панели.
2009 г. — Выставки Инновационных Технологий в Перми, Петербурге, Москве. Интерактивная цифровая картина"ГЛАЗ АНГЕЛА-НЕ ЖДАЛИ"
2010 г. — Выставка в Центре Изобразительных Искусств ТСХР в Братиславе «Gloria military».
2009 г. — Выставка в Музее Дарвина «Происхождение Дарвина»
2010 г. — 5 октября — 7 ноября — персональная выставка «Искусство высокого разрешения» в Московском Музее Современного Искусства Российской Академии Художеств
2010 г — Персональная выставка в галерее «Триумф» в Москве .
2010 г — Выставка Членов Российской Академии Художеств В Париже.
2010 г — Выставка из фондов ММСИ «Если бы я только знал», Москва.
2011 г — Февральские торги «PHILLIPS de PURY&COMPANY».
2011 г — Персональная выставка в галерее «CARE-DORE» в Монако. (около 20 работ на холсте и 3 стерео-лайт-панели)
2011 г — Выставка членов Российской Академии Художеств в Пятигорске
2011 г — Персональная выставка в галерее «MIMI-FERZT» в Нью-Йорке. (около 30 работ на холсте)
2011 г. — участник проекта GLASSTRESS в рамках 54th Art Biennale in Venice
2011 г. — Art Moscow Fair 2011 — [http://www.artandspacegallery.com/art_moscow_2011/art_moscow_2011.html (недоступная+ссылка) галерея ART&SPACE Gallery, Munich] (недоступная ссылка)
2012 г. — КОНСТАНТИН ХУДЯКОВ. «ИСКУССТВО ВЫСОКОГО РАЗРЕШЕНИЯ» — Выставочные залы Российской академии художеств. Москва, Пречистенка,21 (недоступная ссылка)
2013 г. — 5-я Московская биеннале современного искусства. Константин Худяков. Тайная вечеря.
2014 г. КОНСТАНТИН ХУДЯКОВ. «ЦИФРА И МИФ» —Музей современного искусства Эрарта

## Творческая концепция
Художественные стили и шедевры прошлого обладают высокой ценностью и вполне могут являться источниками вдохновения. Но я уверен в том, что с подобным вдохновением надо обращаться очень осторожно, так как оно может повести по ложному пути. Художник должен доверяться чувству времени; времени, которое, как известно, состоит из прошлого, настоящего, и будущего. В глубине души я, по всей видимости, футурист (Константин Худяков).

Виртуозно владея новейшими компьютерными технологиями, Худяков достигает в своих работах объемной виртуальности образов, которая диагностирует ситуацию проникновения виртуальности и реальности друг в друга — ситуацию, в которой проблематизируется наше восприятие искусства.— Александр Евангели - Ускользающая плотность бытия

## Критика
- Александр Евангели — Ускользающая плотность бытия
- Александр Якимович — Феноменология Худякова (недоступная ссылка)
- Юлия Квасок — Апокалипсис: просто, больно, дорого (недоступная ссылка)
- Сергей Попов — Визионер последней истины (недоступная ссылка)
- Маргарита Шкляревская, Русский Базар, № 48(60) — Время третьего авангарда? Художник Константин Худяков. (недоступная ссылка)

## Видео
- http://www.tvkultura.ru/news.html?id=474700
- Art Moscow Fair 2011 — All rights reserved [http://www.artandspacegallery.com/art_moscow_2011/art_moscow_2011.html (недоступная+ссылка) ART&SPACE Gallery, Munich] (недоступная ссылка)
- Телепрограмма «Искусственный отбор» от 02.09.2014 — https://www.youtube.com/watch?v=fHMh_nHpUUU&list=PL66DIGaegedrxQDWd7Sssw6mEDPlrKZGc&index=130&t=0s

## Коллекции
- Государственная Третьяковская галерея
- Государственный Русский музей (Санкт-Петербург)
- Музей современного искусства (Вена, Австрия)
- Государственный центр современного искусства (Москва)
- Московский музей современного искусства
- Российская академия художеств
- Ярославский художественный музей
- Корпоративная коллекция «ZigZag Vencher-Group» (США)
- Коллекция Александра Глезера
- Собрания музея М'АРС
- Частная коллекция Виктора Бондаренко
- Частная коллекция Я. Гальперина
- Частная коллекция Александра Смузикова (Москва)
- Частная коллекция Умара Джабраилова (Москва)
- Частные и корпоративные коллекции России, Европы, Азии, США, Латинской Америки